# Bidens steppia
Bidens steppia là một loài thực vật có hoa trong họ Cúc. Loài này được (Steetz) Sherff mô tả khoa học đầu tiên năm 1923.